# Court Tomb von Carrownagh

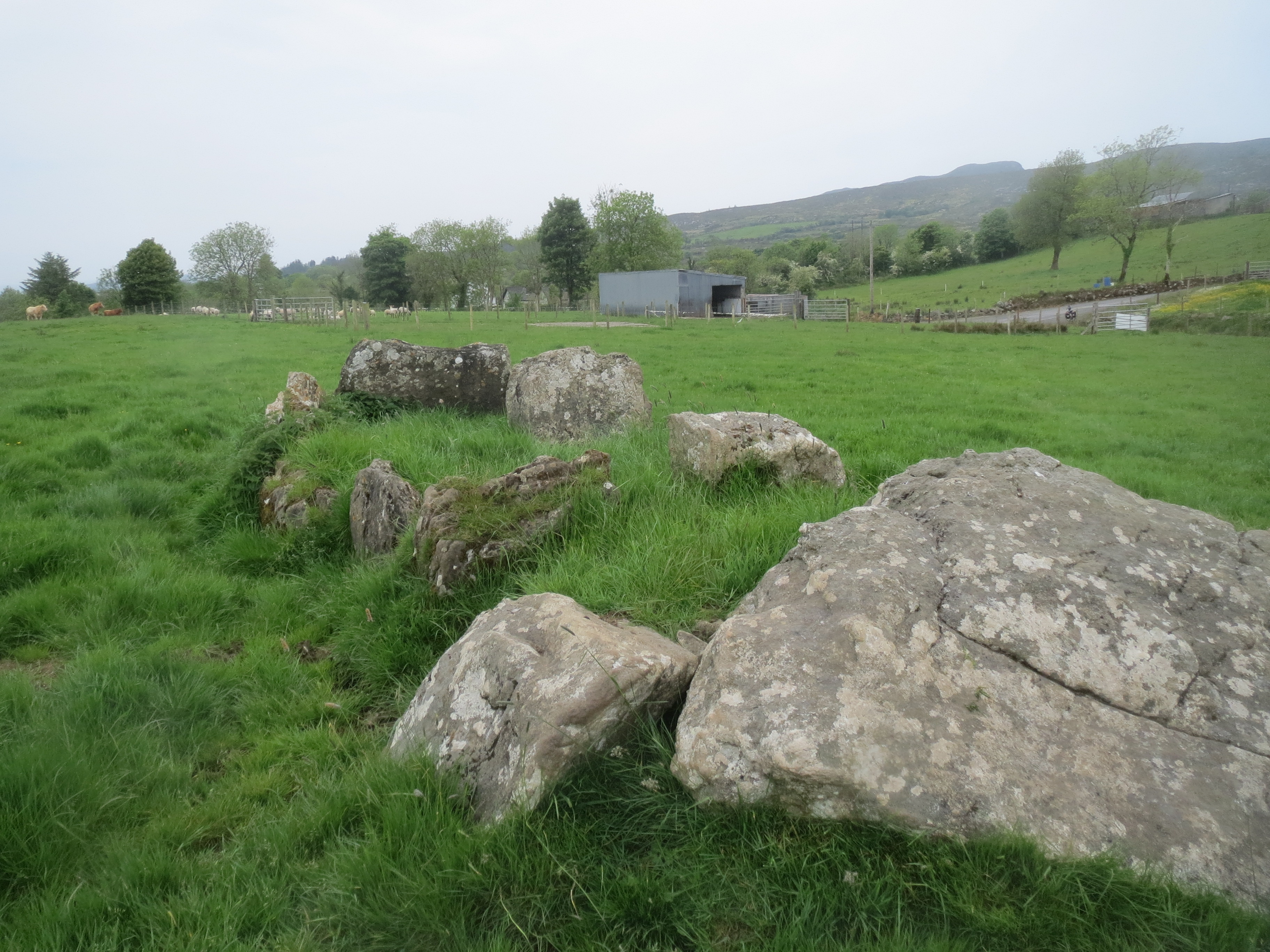
Carrownagh Court Tomb

Das Court Tomb von Carrownagh im gleichnamigen Townland (irisch Ceathrúnach) liegt auf einer kleinen Erhebung auf einer Wiese etwa 3,0 km südlich des Lough Gill im County Sligo in Irland.
Court Tombs gehören zu den megalithischen Kammergräbern (englisch chambered tombs) der britischen und irischen Inseln. Sie werden mit über 400 Exemplaren nahezu ausschließlich in Ulster im Norden der Republik Irland beziehungsweise in Nordirland gefunden. 

## Beschreibung
Das Court Tomb besteht aus einer nach Osten gerichteten Galerie, die in zwei Kammern unterteilt ist. Die erste Kammer ist 2,6 m lang und bis zu 2,5 m breit; die zweite Kammer ist 2,7 m lang und verengt sich von 2,2 m auf 1,75 m.
Zwei Türsteine bilden den Eingang; stehen 0,45 m auseinander und haben unterschiedliche Höhen (1,0 und 0,65 m). Davor liegt eine große Steinplatte; sie könnte die Kammer bedeckt haben.
Weniger als 1,0 km westlich liegt im Townland Arnasbrack auf einer Wiese liegt ein weiteres stark überwachsenes Court Tomb.